# Siegfried Kasche
Siegfried Kasche, född 18 juni 1903 i Strausberg, död 19 juni 1947 i Zagreb, var en tysk nazistisk politiker och Obergruppenführer i SA. Mellan 1941 och 1945 var han Tredje rikets sändebud i Oberoende staten Kroatien och delaktig i deportationerna av serber och serbiska judar. Efter andra världskriget ställdes han inför rätta i Jugoslavien, dömdes till döden och avrättades genom hängning för krigsförbrytelser.